# Le Rêve de l'horloger
Le Rêve de l'horloger, venut als Estats Units com The Clockmaker's Dream i al Regne Unit com The Dream of the Clock Maker, és un curtmetratge mut francès de 1904 dirigit per Georges Méliès. Va ser venut per la Star Film Company de Méliès i està numerat del 581 al 584 als seus catàlegs.

## Argument
Un rellotger s'adorm al seu taller. Somia que els tres pèndols que l'envolten es transformen en una dona bonica i després el transporten a un parc magnífic. Però quan es desperta, es troba al seu estudi.

## Producció
Méliès interpreta el rellotger a la pel·lícula, que utilitza escamoteigs i fosa per als seus efectes especials. Méliès va reutilitzar l'objecte del globus i el teló de fons del parc a Le Merveilleux Éventail vivant, fet més tard el mateix any.